# 塩沢実信
塩沢 実信（塩澤 実信、しおざわ みのぶ、1930年11月29日 - ）は、出版ジャーナリスト、ノンフィクション作家。

## 人物・来歴
長野県下伊那郡竜丘村（現飯田市）生まれ。長野県飯田高等学校を経て、早稲田大学第二文学部中退。ロマンス社、東京タイムズ記者を経て、双葉社入社。「週刊大衆」編集長、双葉社取締役編集局長、取締役出版局長などを経てフリーとなる。東京大学新聞研究所、日本ジャーナリスト専門学校、日本児童教育専門学校講師など。
出版界の歴史、逸話などのほか、北海道、信州に関するノンフィクション、相撲、料理、グルメに関するものなど著書多数を数える。昭和40年代に日本レコード大賞審査員を務めた。
名前は陸軍大将尾野実信に由来する。

## 著書
- 『出版社の運命を決めた一冊の本』流動出版 1980年5月／新装版 出版メディアパル 2012年
- 『創刊号に賭けた十人の編集者』流動出版 1981年4月／新装版 出版メディアパル 2012年
- 『作家の運命を変えた一冊の本』流動出版 1981年11月／新装版 出版メディアパル 2012年
- 『ドキュメント現代出版界』理想出版社 1982年8月 (現代情報双書)
- 『雑誌をつくった編集者たち』廣松書店 1982年9月
- 『運命の選択 そのとき吉田茂・マッカーサー・蔣介石は』廣池学園出版部 1983年6月
- 『出版最前線』彩流社 1983年10月
- 『出版王国の戦士たち 信州出版人この一冊』彩流社 1983年11月
- 『雑誌記者 池島信平』文藝春秋 1984年11月、文春文庫 1993年。跋文司馬遼太郎
  - 『文藝春秋編集長　菊池寛の心を生きた池島信平』展望社 2005年
- 『売れば文化は従いてくる 出版12社の戦略と商魂』日本経済評論社 1985年10月
- 『ベストセラー感覚』論創社 1986年7月
- 『頭脳集団の推進者たち 名編集者列伝』花曜社 1986年4月
- 『戦後出版文化史 上 出版社の運命を決めた本』
- 『戦後出版文化史 下 創刊号に賭けた編集者』論創社 1987年
- 『昭和ベストセラー世相史』第三文明社 1988年10月
  - 『定本 ベストセラー昭和史』展望社 2002年7月
- 『人間吉田茂 昭和の大宰相の生涯』光人社 1989年5月、光人社文庫 1998年
  - 『吉田茂－麻生太郎の原点』北辰堂出版 2009年1月。増補版
- 『出版界の華麗なる一族』朝日出版社 1989年6月
- 『活字メディアの最前線』論創社 1991年4月
- 『昭和のすたるじい流行歌 佐藤千夜子から美空ひばりへ』第三文明社 1991年8月
- 『出版その世界　志と決断に生きた人たち』恒文社 1991年12月
- 『名編集者の足跡 売れる企画を生み出す発想の原点を探る』グリーンアロー出版社 1994年7月
- 『雑誌100年の歩み 1874-1990 時代とともに誕生し盛衰する流れを読む』グリーンアロー出版社 1994年9月
- 『出版王国信州の山脈 ここに夢と志の出版人ありき』郷土出版社 1994年12月
- 『それでも本は出す! よみがえる出版伝説』メディアパル 1995年3月
- 『ベストセラーの光と闇 仕掛け人のホンネと時代背景』グリーンアロー出版社 1995年7月
- 『力士の肖像』ベースボール・マガジン社 1995年5月
- 『りんご並木の街 いいだ』南信州新聞社出版局 1997年1月
- 『出版社を読む 生彩を放つ出版人たち』新風舎 1998年12月
  - 『出版社大全』論創社 2003年11月。定本版
- 『人形劇の街 いいだ』南信州新聞社出版局 2000年4月
- 『歌は思い出を連れてくる 昭和のメロディー、懐かしい歌』展望社 2000年11月
- 『古田晁伝説』河出書房新社 2003年2月 
  - 『奇跡の出版人 古田晁伝　筑摩書房創業者の生涯』東洋出版 2015年9月
- 『平成の大横綱「貴乃花」伝説 花田家三代血の証明』展望社 2003年6月
- 『活字の奔流 焼跡雑誌篇』展望社 2004年11月
- 『木下長志・波瀾壮絶の人生』南信州新聞社出版局 2007年7月
- 『飯田の昭和を彩った人びと』一草舎出版 2008年5月
- 『愛唱歌でつづる日本の四季』論創社 2009年2月
- 『ベストセラー作家 その運命を決めた一冊』北辰堂出版 2009年2月
- 『文豪 おもしろ豆事典』北辰堂出版 2009年4月
- 『『坂の上の雲』もうひとつの読み方』北辰堂出版 2009年11月
- 『ベストセラーの風景』展望社 2009年11月
- 『出版界 おもしろ豆事典』北辰堂出版 2010年2月
- 『戦後出版史 昭和の雑誌・作家・編集者 戦後出版界40年の興亡史』論創社 2010年12月。小田光雄編
- 『昭和の流行歌物語－佐藤千夜子から笠置シズ子、美空ひばりへ』展望社 2011年
- 『昭和の戦時歌謡物語－日本人はこれを歌いながら戦争に行った』展望社 2012年
- 『昭和歌謡 100名曲』全5巻、ブレーン/北辰堂出版 2013-14年
- 『昭和のヒット歌謡物語　時代を彩った作詞家・作曲家たち』展望社 2014年
- 『昭和の名編集長物語　戦後出版史を彩った人たち』展望社 2014年
- 『人間力『話の屑籠』』展望社 2015年
- 『昭和の歌手 100列伝』全3巻、ブレーン/北辰堂出版 2014-15年
- 『大相撲の力』メトロポリタン新書 2015年
- 『昭和大相撲名力士 100列伝』北辰堂出版 2015年
- 『大橋鎭子と花森安治『暮しの手帖』二人三脚物語』北辰堂出版 2016年
- 『世紀を吹き抜けたページの風　明治大正昭和平成話題の本一〇五』展望社 2016年
- 『不滅の昭和歌謡　あの歌手にこの名曲あり』北辰堂出版 2017年
- 『この一曲に賭けた100人の歌手』展望社 2017年
- 『出版街放浪記　活字に魅せられて70年』展望社 2018年
- 『我が人生の交遊録 思い出の人忘れ得ぬ人』展望社 2019年
- 『あなたも読んでみませんか。話題の本250冊』展望社 2019年
- 『昭和の作詞家20人100曲 歌謡曲が輝いていた時 思わず口ずさみたくなる!』論創社 2020年
- 『昭和の作曲家20人100曲 歌謡曲が輝いていた時  思わず口ずさみたくなる!』論創社 2020年
- 『古関裕而 珠玉の30曲 その誕生物語』展望社 2020年6月
- 『ふるさと遥か 私の伊那谷物語』展望社 2020年11月
- 『東京うた物語』展望社 2021年3月
- 『あの人この人 思い出の記』展望社 2021年5月
- 『遠藤実 不滅の30曲』展望社 2021年9月
- 『吉田正 永遠の30曲』展望社 2022年2月
- 『船村徹 不朽の30曲』展望社 2022年7月
- 『昭和歌謡 北の名曲』展望社 2022年11月

### 共編著
- 『『トットちゃん』ベストセラー物語 出版史上空前絶後』植田康夫共編 理想出版社 1982年2月
- 『悲しみのコタン 追いやられたアイヌ民族』(ものがたり北海道）理論社 1986年10月。各・北島新平絵
- 『新しい大地よ 探検と冒険の時代』(ものがたり北海道）理論社 1986年12月
- 『屯田兵のうた 明治維新と北海道』(ものがたり北海道) 理論社 1987年2月
- 『青い眼の教師たち 開拓につくした外国人』(ものがたり北海道) 理論社 1987年4月
- 『ユーカラの祭り アイヌ文化の保護につくす』(ものがたり北海道) 理論社 1987年6月
- 『北の時計台 札幌農学校にかけた夢』(ものがたり北海道) 理論社 1987年8月
- 『ふぶきの荒野 海と原野をひらいた人びと』(ものがたり北海道) 理論社 1987年10月
- 『この豊かな恵みを 新しい企業の発展』(ものがたり北海道) 理論社 1987年11月
- 『風雪の墓標 先駆的な北の詩人たち』(ものがたり北海道) 理論社 1987年12月
- 『シマフクロウのゆくえ 失われゆく大自然』(ものがたり北海道) 理論社 1988年1月
- 『出版社 比較日本の会社』実務教育出版 1988年6月。就職情報案内、1997年から2005年にかけ6冊改訂刊
- 『動物と話せる男 宮崎学のカメラ人生』北島新平絵、理論社 1990年5月 (シリーズ・ヒューマンドキュメント)
- 『本は死なず 売れる出版社の戦略に迫る』展望社 2001年8月。聞き手
- 『出版人に聞く13　倶楽部雑誌探究』聞き手小田光雄 論創社 2014年3月
- 『あの頃、雑誌は輝いていた! 43誌の編集長に聞く』展望社 2020年7月

## 参考
- 文藝年鑑2007
- 自著『出版王国 信州の人脈』より
- 『VANVAN相撲界』1988年11月号